# Anti-Social (película)
Anti-social es una película drama y crimen húngaro-británica de 2015 escrita y dirigida por Reg Traviss y protagonizada por Gregg Sulkin, Meghan Markle y Josh Myers. El filme trata de dos hermanos deben luchar para escaparse de una sociedad que los agobia. Dee es un artista callejero anarquista y Marcus es un ladrón de joyas.

## Sinopsis
En Londres, un artista callejero de éxito se ve obligado a poner en peligro su futuro para ayudar a su hermano delincuente cuando la rivalidad entre bandas se recrudece.

## Reparto
- Gregg Sulkin como Dee
- Meghan Markle como Kirsten
- Josh Myers como Marcus
- Christian Berkel como Philip
- Michael Maris como Kwame
- Andrew Shim como Jason
- James Devlin como Nicky
- Richie Campbell como Dominic
- Sophie Colquhoun como Emma
- Caroline Ford como Rochelle
- Skepta como Leon
- Aymen Hamdouchi como Junior
- Doug Allen como Chris
- María Fernández Ache como Nadine
- Giacomo Mancini como Shaun
- Sasha Frost como Tara
- Zita Téby como Kerry
- Lisa Moorish como Leila
- Ben Peel como Baxter
- Amanda Ryan como Claire
- Rob Knighton como Tim
- Tebraiz Shahzad como Karim
- Hajni Zsigar como Ursula
- Reiss Davison como Danny
- Phillipp Heerwagen como auxiliar de vuelo
- Jeremy Wheeler como Agente de Aduanas
- Boglárka Komán como Punk Girl
- Bernadett von Grega como Galerista Elegante
- Violetta Kassapi como Rude Girl
- Egerszegi Anna como Ayudante de Joyero
- James Fred Harkins Jr. como Joyero
- Ehijele Mohammed como Amigo de Shaun
- Torren Simonsz como Modelo Masculino 1
- Grant Sulkin como Modelo Masculino 2
- Marianne Malleck como Relaciones Públicas de Moda
- Cory Rhys White como Vile Street Youth
- Scott Alexander Young como Reportero de TV
- Hans Peterson como Oficial del Escuadrón Volador
- Helen Austin como Reportera de Noticias

## Recepción
La película tiene una puntuación del 25% en Rotten Tomatoes. Cath Clarke de Time Out, Alan Jones de Radio Times y Mark Kermode y Leslie Felperin de The Guardian dieron a la película dos estrellas de cinco. Simon Crook de Empire dio a la película una estrella de cinco.